# قز قلعة (خوي)
قز قلعة هي قرية في مقاطعة خوي، إيران. يقدر عدد سكانها بـ 716 نسمة بحسب إحصاء 2016.